# Copa del món de ciclocròs
La Copa del món de ciclocròs és una competició de ciclocròs organitzada per la Unió Ciclista Internacional formada per diferents proves que es disputen des d'octubre fins al gener.
El nombre de proves pot variar depenent dels anys, i també la seva ubicació malgrat la majoria es disputen a Europa.
Actualment es competeix en sis modalitats. Elit, sub-23 i júnior en les seves modalitats masculina i femenina.

## Palmarès

### Elit masculí
| Any       | Vencedor               | Segon                  | Tercer                 |
| --------- | ---------------------- | ---------------------- | ---------------------- |
| 1993-1994 | Paul Herijgers         | Danny De Bie           | Marc Janssens          |
| 1994-1995 | Daniele Pontoni        | Dominique Arnould      | Radomír Šimůnek sr     |
| 1995-1996 | Luca Bramati           | Richard Groenendaal    | Beat Wabel             |
| 1996-1997 | Adrie van der Poel     | Richard Groenendaal    | Marc Janssens          |
| 1997-1998 | Richard Groenendaal    | Adrie van der Poel     | Daniele Pontoni        |
| 1998-1999 | Mario De Clercq        | Daniele Pontoni        | Sven Nys               |
| 1999-2000 | Sven Nys               | Richard Groenendaal    | Mario De Clercq        |
| 2000-2001 | Richard Groenendaal    | Bart Wellens           | Mario De Clercq        |
| 2001-2002 | Sven Nys               | Mario De Clercq        | Bart Wellens           |
| 2002-2003 | Bart Wellens           | Sven Nys               | Mario De Clercq        |
| 2003-2004 | Richard Groenendaal    | Sven Nys               | Bart Wellens           |
| 2004-2005 | Sven Nys               | Sven Vanthourenhout    | Erwin Vervecken        |
| 2005-2006 | Sven Nys               | Erwin Vervecken        | Bart Wellens           |
| 2006-2007 | Sven Nys               | Bart Wellens           | Erwin Vervecken        |
| 2007-2008 | Sven Nys               | Bart Wellens           | Lars Boom              |
| 2008-2009 | Sven Nys               | Bart Wellens           | Zdeněk Štybar          |
| 2009-2010 | Zdeněk Štybar          | Niels Albert           | Sven Nys               |
| 2010-2011 | Niels Albert           | Kevin Pauwels          | Sven Nys               |
| 2011-2012 | Kevin Pauwels          | Sven Nys               | Zdeněk Štybar          |
| 2012-2013 | Niels Albert           | Kevin Pauwels          | Sven Nys               |
| 2013-2014 | Lars van der Haar      | Philipp Walsleben      | Niels Albert           |
| 2014-2015 | Kevin Pauwels          | Lars van der Haar      | Corné van Kessel       |
| 2015-2016 | Wout van Aert          | Mathieu van der Poel   | Kevin Pauwels          |
| 2016-2017 | Wout van Aert          | Kevin Pauwels          | Tom Meeusen            |
| 2017-2018 | Mathieu van der Poel   | Wout van Aert          | Toon Aerts             |
| 2018-2019 | Toon Aerts             | Wout van Aert          | Mathieu van der Poel   |
| 2019-2020 | Toon Aerts             | Eli Iserbyt            | Michael Vanthourenhout |
| 2020-2021 | Wout van Aert          | Mathieu van der Poel   | Michael Vanthourenhout |
| 2021-2022 | Eli Iserbyt            | Michael Vanthourenhout | Toon Aerts             |
| 2022-2023 | Laurens Sweeck         | Michael Vanthourenhout | Eli Iserbyt            |
| 2023-2024 | Eli Iserbyt            | Joris Nieuwenhuis      | Pim Ronhaar            |
| 2024-2025 | Michael Vanthourenhout | Toon Aerts             | Joran Wyseure          |

### Elit femení
| Any       | Vencedora                  | Segona                     | Tercera            |
| --------- | -------------------------- | -------------------------- | ------------------ |
| 2002-2003 | Daphny van den Brand       | Hilde Quintens             | Anja Nobus         |
| 2003-2004 | Hanka Kupfernagel          | Marianne Vos               | Maryline Salvetat  |
| 2004-2005 | Daphny van den Brand       |                            |                    |
| 2005-2006 | Daphny van den Brand       | Marianne Vos               | Maryline Salvetat  |
| 2006-2007 |                            |                            |                    |
| 2007-2008 |                            |                            |                    |
| 2008-2009 | Hanka Kupfernagel          | Daphny van den Brand       | Katherine Compton  |
| 2009-2010 | Daphny van den Brand       | Marianne Vos               | Sanne van Paassen  |
| 2010-2011 | Sanne van Paassen          | Katherine Compton          | Marianne Vos       |
| 2011-2012 | Daphny van den Brand       | Marianne Vos               | Katherine Compton  |
| 2012-2013 | Katherine Compton          | Sanne van Paassen          | Nikki Harris       |
| 2013-2014 | Katherine Compton          | Nikki Harris               | Marianne Vos       |
| 2014-2015 | Sanne Cant                 | Ellen van Loy              | Katherine Compton  |
| 2015-2016 | Sanne Cant                 | Nikki Harris               | Ellen van Loy      |
| 2016-2017 | Sophie de Boer             | Sanne Cant                 | Kateřina Nash      |
| 2017-2018 | Sanne Cant                 | Kaitlin Keough             | Eva Lechner        |
| 2018-2019 | Marianne Vos               | Sanne Cant                 | Annemarie Worst    |
| 2019-2020 | Annemarie Worst            | Ceylin del Carmen Alvarado | Kateřina Nash      |
| 2020-2021 | Lucinda Brand              | Ceylin del Carmen Alvarado | Denise Betsema     |
| 2021-2022 | Lucinda Brand              | Denise Betsema             | Puck Pieterse      |
| 2022-2023 | Fem van Empel              | Puck Pieterse              | Shirin van Anrooij |
| 2023-2024 | Ceylin del Carmen Alvarado | Puck Pieterse              | Lucinda Brand      |
| 2024-2025 | Lucinda Brand              | Fem van Empel              | Blanka Vas         |

### Sub-23 masculí
| Any       | Vencedor               | Segon                 | Tercer                  |
| --------- | ---------------------- | --------------------- | ----------------------- |
| 2004-2005 | Martin Bína            | Simon Zahner          | Zdeněk Štybar           |
| 2005-2006 | Kevin Pauwels          | Romain Villa          | Dieter Vanthourenhout   |
| 2006-2007 | Niels Albert           | Dieter Vanthourenhout | Lukáš Klouček           |
| 2007-2008 | Niels Albert           | Aurélien Duval        | Jonathan Lopez          |
| 2008-2009 | Philipp Walsleben      | Aurélien Duval        | Kenneth Van Compernolle |
| 2009-2010 | Tom Meeusen            | Róbert Gavenda        | Arnaud Jouffroy         |
| 2010-2011 | Lars van der Haar      | Matthieu Boulo        | Vincent Baestaens       |
| 2011-2012 | Lars van der Haar      | Mike Teunissen        | Julian Alaphilippe      |
| 2012-2013 | Wietse Bosmans         | Wout Van Aert         | Corné van Kessel        |
| 2013-2014 | Mathieu van der Poel   | Wout Van Aert         | Laurens Sweeck          |
| 2014-2015 | Michael Vanthourenhout | Laurens Sweeck        | Wout Van Aert           |
| 2015-2016 | Eli Iserbyt            | Quinten Hermans       | Joris Nieuwenhuis       |
| 2016-2017 | Joris Nieuwenhuis      | Quinten Hermans       | Clément Russo           |
| 2017-2018 | Thomas Pidcock         | Eli Iserbyt           | Thijs Aerts             |
| 2018-2019 | Thomas Pidcock         | Eli Iserbyt           | Antoine Benoist         |
| 2019-2020 | Kevin Kuhn             | Ryan Kamp             | Antoine Benoist         |
| 2020-2021 | Thomas Mein            | Ben Turner            | Iván Feijoo             |
| 2021-2022 | Mees Hendrikx          | Pim Ronhaar           | Emiel Verstrynge        |
| 2022-2023 | Thibau Nys             | Tibor Del Grosso      | Witse Meeussen          |
| 2023-2024 | Tibor Del Grosso       | Emiel Verstrynge      | Jente Michels           |
| 2024-2025 | Tibor Del Grosso       | Jente Michels         | Aubin Sparfel           |

### Sub-23 femení
| Any       | Vencedor                   | Segon                | Tercer               |
| --------- | -------------------------- | -------------------- | -------------------- |
| 2018-2019 | Ceylin del Carmen Alvarado | Fleur Nagengast      | Inge van der Heijden |
| 2019-2020 | Ceylin del Carmen Alvarado | Inge van der Heijden | Anna Kay             |
| 2020-2021 | Blanka Kata Vas            | Manon Bakker         | Puck Pieterse        |
| 2021-2022 | Puck Pieterse              | Fem van Empel        | Shirin van Anrooij   |
| 2022-2023 | Shirin van Anrooij         | Marie Schreiber      | Line Burquier        |
| 2023-2024 | Leonie Bentveld            | Zoe Bäckstedt        | Marie Schreiber      |
| 2024-2025 | Zoe Bäckstedt              | Marie Schreiber      | Leonie Bentveld      |

### Júnior masculí
| Any       | Vencedor               | Segon                 | Tercer              |
| --------- | ---------------------- | --------------------- | ------------------- |
| 2004-2005 | Davide Malacarne       | Ricardo van der Velde | Julien Taramarcaz   |
| 2005-2006 | Róbert Gavenda         | Tom Meeusen           | Boy van Poppel      |
| 2006-2007 | Joeri Adams            | Jiří Polnický         | Thomas Girard       |
| 2007-2008 | Arnaud Jouffroy        | Lubomír Petruš        | Stef Boden          |
| 2008-2009 | Tijmen Eising          | Lars van der Haar     | Wietse Bosmans      |
| 2009-2010 | David van der Poel     | Gert-Jan Bosman       | Jens Vandekinderen  |
| 2010-2011 | Laurens Sweeck         | Daniel Peeters        | Lars Forster        |
| 2011-2012 | Mathieu van der Poel   | Quentin Jauregui      | Romain Seigle       |
| 2012-2013 | Mathieu van der Poel   | Martijn Budding       | Logan Owen          |
| 2013-2014 | Adam Toupalik          | Yannick Peeters       | Kobe Goossens       |
| 2014-2015 | Eli Iserbyt            | Johan Jacobs          | Max Gulickx         |
| 2015-2016 | Jens Dekker            | Jappe Jaspers         | Tanguy Turgis       |
| 2016-2017 | Toon Vandebosch        | Antoine Benoist       | Thomas Pidcock      |
| 2017-2018 | Tomáš Kopecký          | Pim Ronhaar           | Mees Hendrikx       |
| 2018-2019 | Witse Meeussen         | Ryan Cortjens         | Thibau Nys          |
| 2019-2020 | Thibau Nys             | Dario Lillo           | Lennert Belmans     |
| 2020-2021 | Matěj Stránský         | Lorenzo Masciarelli   | Matyáš Fiala        |
| 2021-2022 | David Haverdings       | Louka Lesueur         | Nathan Smith        |
| 2022-2023 | Léo Bisiaux            | Yordi Corsus          | Viktor Vandenberghe |
| 2023-2024 | Stefano Viezzi         | Aubin Sparfel         | Keije Solen         |
| 2024-2025 | Soren Bruyère Jourmand | Mattia Agostinacchio  | Giel Lejeune        |

### Júnior femení
| Any       | Vencedor          | Segon           | Tercer              |
| --------- | ----------------- | --------------- | ------------------- |
| 2020-2021 | Zoe Bäckstedt     | Marie Schreiber | Lucia Bramati       |
| 2021-2022 | Leonie Bentveld   | Zoe Bäckstedt   | Lauren Molengraaf   |
| 2022-2023 | Lauren Molengraaf | Ava Holmgren    | Isabella Holmgren   |
| 2023-2024 | Célia Gery        | Cat Ferguson    | Viktória Chladoňová |
| 2024-2025 | Rafaëlle Carrier  | Lise Revol      | Barbora Bukovská    |